# The Scarecrow (Avantasia)
The Scarecrow è il terzo album di Avantasia ed è stato pubblicato il 25 gennaio 2008.

## Il disco
Anche questo, come i precedenti progetti, viene realizzato secondo l'ottica di un concept album, e, sempre come nei primi due cd, sono presenti numerosi ospiti; tra le new entry va segnalato Jørn Lande che da questo album in poi farà capolino spesso nelle produzioni di Tobias Sammet. Non mancano le grandi riconferme del passato come Michael Kiske e Bob Catley, ma è soprattutto Alice Cooper il vero nome di richiamo del disco.
Il video di Lost in Space è stato realizzato nel 2007 insieme all'EP con lo stesso nome. A novembre 2007, in occasione dell'uscita del primo singolo "Lost In Space" la Nuclear Blast ha reso disponibile su YouTube il suo video, mentre a gennaio 2008 è stato distribuito il video di Carry Me Over.

## Tracce
1. Twisted Mind (feat. Roy Khan e Michael Rodenberg) – 6:14
2. The Scarecrow (feat. Jørn Lande, Michael Kiske, Henjo Richter e Michael Rodenberg) – 11:12
3. Shelter from the Rain (feat. Michael Kiske, Bob Catley, Henjo Richter e Kai Hansen) – 6:09
4. Carry Me Over – 3:52
5. What Kind of Love (feat. Amanda Somerville, Michael Kiske e Michael Rodenberg) – 4:56
6. Another Angel Down (feat. Jørn Lande, Henjo Richter e Michael Rodenberg) – 5:41
7. The Toy Master (feat. Alice Cooper e Henjo Richter) – 6:21
8. Devil in the Belfry (feat. Jørn Lande e Henjo Richter) – 4:42
9. Cry Just a Little (feat. Bob Catley e Michael Rodenberg) – 5:15
10. I Don't Believe in Your Love (feat. Oliver Hartmann e Rudolf Schenker) – 5:34
11. Lost in Space (feat. Amanda Somerville e Michael Rodenberg) – 3:53

## Formazione

### Musicisti
- Tobias Sammet (Edguy) - basso (Tutti i brani)
- Sascha Paeth - chitarra ritmica e solista (Tutti i brani)
- Eric Singer (Kiss) - batteria (Tutti i brani)
- Michael "Miro" Rodenberg - tastiere ("Twisted Mind", "The Scarecrow", "Carry Me Over", "What Kind Of Love", "Another Angel Down", "Cry Just A Little", "Lost In Space")
- Henjo Richter (Gamma Ray) - chitarra solista ("The Scarecrow", "Shelter From The Rain", "Another Angel Down", "The Toy Master", "Devil In The Belfry")
- Kai Hansen (Gamma Ray, Helloween) - chitarra ("Shelter From The Rain")
- Rudolf Schenker (Scorpions) - chitarra solista ("I Don't Believe In Your Love")

### Cantanti
- Tobias Sammet (Edguy) - Tutti i brani
- Roy Khan (Kamelot) - "Twisted Mind"
- Jørn Lande (Masterplan) - "The Scarecrow", "Another Angel Down", "Devil In The Belfry"
- Michael Kiske (Helloween) - "The Scarecrow", "Shelter From The Rain", "What Kind Of Love"
- Bob Catley (Magnum) - "Shelter From The Rain", "Cry Just A Little"
- Amanda Somerville - "What Kind Of Love", "Lost In Space"
- Alice Cooper - "The Toy Master"
- Oliver Hartmann (ex-At Vance) - "I Don't Believe In Your Love"

## Classifiche
| Classifica      | Posizione |
| --------------- | --------- |
| Repubblica Ceca | 6         |
| Germania        | 8         |
| Svezia          | 10        |
| Ungheria        | 10        |
| Austria         | 16        |
| Svizzera        | 17        |
| Finlandia       | 26        |
| Spagna          | 27        |
| Inghilterra     | 29        |
| Norvegia        | 36        |
| Giappone        | 49        |
| Belgio          | 50        |
| Francia         | 58        |
| Olanda          | 65        |
| Italia          | 65        |